# Astrid Streumer
 A.F.T. (Astrid) Streumer (Utrecht, 7 mei 1954) is een Nederlands politicus voor de PvdA. Van 1 april 2005 tot en met 31 december 2010 was ze burgemeester van de toenmalige gemeente Andijk. Eerder was ze wethouder in Maarssen. Ook was ze voorzitter van de PvdA in het gewest Utrecht.